# Elaphoglossum potosianum
Elaphoglossum potosianum är en träjonväxtart som beskrevs av Christ. Elaphoglossum potosianum ingår i släktet Elaphoglossum och familjen Dryopteridaceae. Inga underarter finns listade.